# ماراتانية
الماراتيانية أو سراخس البطاطا (الاسم العلمي: Marattiopsida) هي طائفة من السراخس تتبع شعبة الحقيقات الأوراق.

## رتب
- الماراتيات